# Silne Błota
Silne Błota este o arie protejată (sit de importanță comunitară — SCI) din Polonia întinsă pe o suprafață de 67,37 ha, integral pe uscat.

## Localizare
Centrul sitului Silne Błota este situat la coordonatele 52°00′33″N 19°30′53″E / 52.0092°N 19.5147°E.

## Înființare
Situl Silne Błota a fost declarat sit de importanță comunitară în octombrie 2009 pentru a proteja 4 specii de animale.

## Biodiversitate
Situată în ecoregiunea continentală, aria protejată conține 1 habitat natural: Mlaștini împădurite.
La baza desemnării sitului se află mai multe specii protejate:
- amfibieni (2): buhai de baltă cu burta roșie (Bombina bombina), triton cu creastă (Triturus cristatus)
- mamifere (1): vidră de râu (Lutra lutra)
- nevertebrate (1): libelule (Leucorrhinia pectoralis)